# Фред Колън
Фред Колън (на английски: Fred Colon) е фантастичен герой в романите от поредицата на британския писател Тери Пратчет Светът на диска. За пръв път се появява в книгите от поредицата в романа „Стражите! Стражите!“.
 Внимание:  Текстът по-долу разкрива сюжета на произведението (или части от него)!
Колън е сержант от Анкх-Морпоркската градска стража и в книгите е показано, че е там от дълго време. В романа „Нощна стража“ става ясно, че Фред Колън е бил полицай - ефрейтор от стражата в Анкх-Морпорк по времето, когато към стражата се присъединява Самюел Ваймс и впоследствие е повишен до сержант. Впоследствие е понижен до ефрейтор отново, но по неговите думи "той вече знае, че може да стане сержант". Става ясно също, че по-късно Колън прекарва известно време в армията (в среднотежката пехота на дука на Куирм, а след това в тежката пехота на дука на Еорл), преди да се завърне в стражата.
Колън многократно е описван като „един от най-естествените сержанти“ в стражата. Фред Колън е с наднормено тегло и предпочита да избягва проблемите и излишното напрежение. В книгите Колън е описан като напълно лишен от въображение полицай. Когато не е дежурен на бюро в управлението (пост, който той получава по-често от останалите сержанти, за които основната работа е извън управлението), Колън обикновено „пази“ мостовете и големите сгради от кражба.
В по-късните книги от поредицата Фред Колън оглавява Пътната команда в стражата, която включва и неговия най-добър приятел и партньор Ноби Нобс. Този отдел в стражата приляга точно на характера на Фред Колън, отчасти защото отделът е „самофинансиращ се“ (т.е. служителите получават парите от глобите). Колън получава за известно време повишение в действащ капитан на градската стража (в романа „Петият слон“), но след като времето му на поста обърква силно цялата стража, той е понижен отново до своя пост сержант. В "Под пара" Колън обмисля дали да не помоли Ваймс, да се заеме с кондукторска дейност ("железопътен полицай"), която приляга точно на характера му - няма нужда от напрежение, а ще има възможност да налага глоби и да пътува безплатно насам-натам. Знаем че именно той е един от стражите пътували в кондукторския вагон, когато трябва да бъде охранявана Кралицата на Джуджетата. Колън е награден с медал от адамантина, за участието си в охраняването на Железницата, както и на Кралицата на Джуджетата